# تپه چیا مهره‌ای
تپه چیا مهره‌ای مربوط به عصر مفرغ - عصر آهن دو I است و در شهرستان کوهدشت، بخش مرکزی، دهستان گل گل، روستای خیلان بره واقع شده و این اثر در تاریخ ۲۳ بهمن ۱۳۸۵ با شمارهٔ ثبت ۱۷۱۷۵ به‌عنوان یکی از آثار ملی ایران به ثبت رسیده است.